# Лук горносетчатый
Лук горносетчатый (лат. Allium oreodictyum) — многолетнее травянистое растение, вид рода Лук (Allium) семейства Луковые (Alliaceae).

## Распространение и экология
В природе ареал вида охватывает Памиро-Алай. Эндемик.
Произрастает на щебнистых склонах.

## Ботаническое описание
Луковицы яйцевидно-конические, толщиной 0,7—1 см, длиной 3—4 см, прикреплены по несколько к короткому корневищу, с бурыми сетчатыми оболочками. Стебель высотой 5—15 см, тонкий, бороздчатый, гладкий, на четверть одетый гладкими влагалищами листьев.
Листья в числе 2, нитевидные, шириной 0,5—1 мм, полуцилиндрические, желобчатые, гладкие, равные стеблю.
Зонтик ломкий, полушаровидный или почти шаровидный, сравнительно немногоцветковый, рыхлый. Листочки широко-колокольчатого, почти шаровидного околоцветника, розоватые, длиной 2—3,5 мм, тупые или с коротким остроконечием, с сильной грязно-зеленой жилкой, внутренние эллиптические или продолговато-эллиптические, наружные яйцевидные или продолговатые, слегка вогнутые. Нити тычинок в полтора раза длиннее околоцветника, при основании сросшиеся, шиловидные. Столбик едва выдается из околоцветника.
Коробочка шаровидная, едва короче околоцветника.

## Таксономия
Вид Лук горносетчатый входит в род Лук (Allium) семейства Луковые (Alliaceae) порядка Спаржецветные (Asparagales).
|  |                                      |  |                                                             |                                                             |                   |  | ещё 24 семейства (согласно Системе APG II) | ещё 24 семейства (согласно Системе APG II) |                       |  |  |  | ещё более 870 видов |
|  |                                      |  |                                                             |                                                             |                   |  | ещё 24 семейства (согласно Системе APG II) | ещё 24 семейства (согласно Системе APG II) |                       |  |  |  | ещё более 870 видов |
|  |                                      |  |                                                             | порядок Спаржецветные                                       |                   |  |                                            |                                            | род Лук               |  |  |  |                     |
|  |                                      |  |                                                             | порядок Спаржецветные                                       |                   |  |                                            |                                            | род Лук               |  |  |  |                     |
|  | отдел Цветковые, или Покрытосеменные |  |                                                             |                                                             | семейство Луковые |  |                                            |                                            | вид Лук горносетчатый |  |  |  |                     |
|  | отдел Цветковые, или Покрытосеменные |  |                                                             |                                                             | семейство Луковые |  |                                            |                                            |                       |  |  |  |                     |
|  |                                      |  | ещё 44 порядка цветковых растений (согласно Системе APG II) | ещё 44 порядка цветковых растений (согласно Системе APG II) |                   |  |                                            | ещё около 300 родов                        | ещё около 300 родов   |  |  |  |                     |
|  |                                      |  |                                                             | ещё 44 порядка цветковых растений (согласно Системе APG II) |                   |  |                                            |                                            | ещё около 300 родов   |  |  |  |                     |